# Сатира Косет
Сатира Косет (настоящее имя и фамилия — Прайя Ануман Рачатон; тайск. พระยา อนุมานราชธน; 14 декабря 1888, Бангкок — 12 июля 1969) — таиландский филолог, лингвист, антрополог, этнограф и историк. Один из самых уважаемых интеллектуалов Таиланда.

## Биография
Происходил из знатного аристократического рода. Имел королевский титул «прайя». Окончил университет в Бангкоке. Занимал высокие государственные посты.

## Научная деятельность

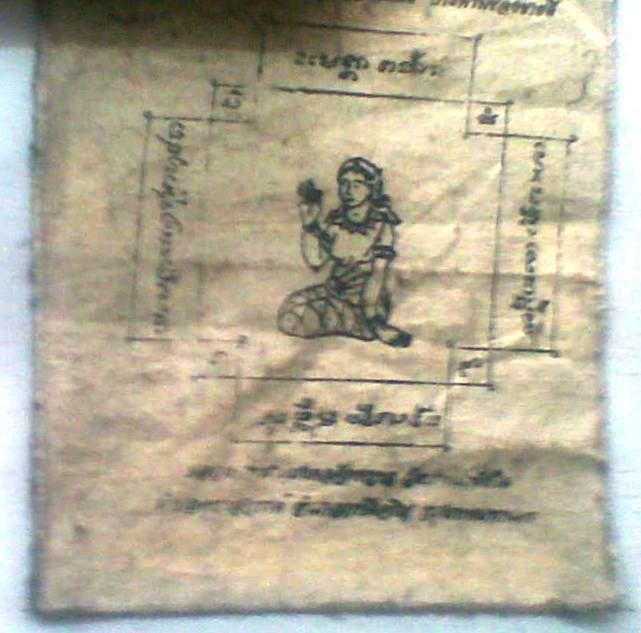
Одна из иллюстраций работ С. Косета

Проявлял особый интерес к народной культуре. Если бы не работы С. Косета, многие из древних традиций тайцев, которые он записал, были бы безвозвратно потеряны.
Плодотворно трудился в области культуры, фольклора и социологии Таиланда, заложил основы для последующей культурной осведомленности среди молодых тайских учёных.
Был первым тайским учёным, осуществившим глубокие исследования тайской фольклористики, изучения ночных деревенских духов тайского фольклора. Поскольку такие духи не были представлены ни графически, ни в виде публикаций, он записал сказания о них на основе народных традиционных устных рассказов. Таким образом, бо́льшая часть известных ныне тайских духов (на тайском языке — пхи), таких как Нанг Тани (тайск. นางตานี), Нанг Taкиан (тайск. นางตะเคียน), Пхи Краханг (тайск. ผีกระหัง), Пхи Ам (тайск. ผีอำ), Пхи Хуакат (тайск. ผีหัวขาด), Пхи Поп (тайск. ผีปอบ), Пхи Понг (тайск. ผีโพง), Пхи Прай (тайск. ผีพราย), Пхи Тайхонг (тайск. ผีตายโหง) и др., благодаря С. Косету, стали классикой и прочно вошли в тайскую фольклористику. Часто его описания сопровождались иллюстрациями.
С. Косет — редактор первой таиландской энциклопедии. Автор многочисленных работ по литературе, языку, этнографии и истории Таиланда.
Признание пришло к учёному только в последние годы жизни. Он был приглашён для чтения лекций в ряде университетов, выступал с лекциями за границей.
Был избран президентом Сиамского общества.

### Избранная библиография
- Тайский язык (1954)
- Рефераты по тайскому фольклору, ISBN 974-210-345-3
- Жизнь и ритуал в Старом Сиаме: Три этюда тайской жизни… (1961)
- Природа и развитие тайского языка и тайской культуры (1961)
- Тайская литература по отношению к диффузию её культур (1969)

## Награды
Отмечен многими наградами, в том числе:
- Рыцарь Большой ленты Ордена Белого слона
- Рыцарь Большой ленты Ордена Короны Таиланда
- Орден Чула Чом Клао 1-го класса
- Орден Чула Чом Клао 2-го класса
- Орден Чула Чом Клао 3-го класса

## Память
- Празднование 100-летнего юбилея со дня его рождения по инициативе ЮНЕСКО было отмечено в 1988 году.
- В 1989 почта Таиланда выпустила марку с его изображением.